# Leo Africanus
Leo Africanus (* um 1490 in Granada; † unbekannt) war ein Diplomat, Rechtsgelehrter, Übersetzer und Autor von Reise- und Geographieberichten über Nordafrika.

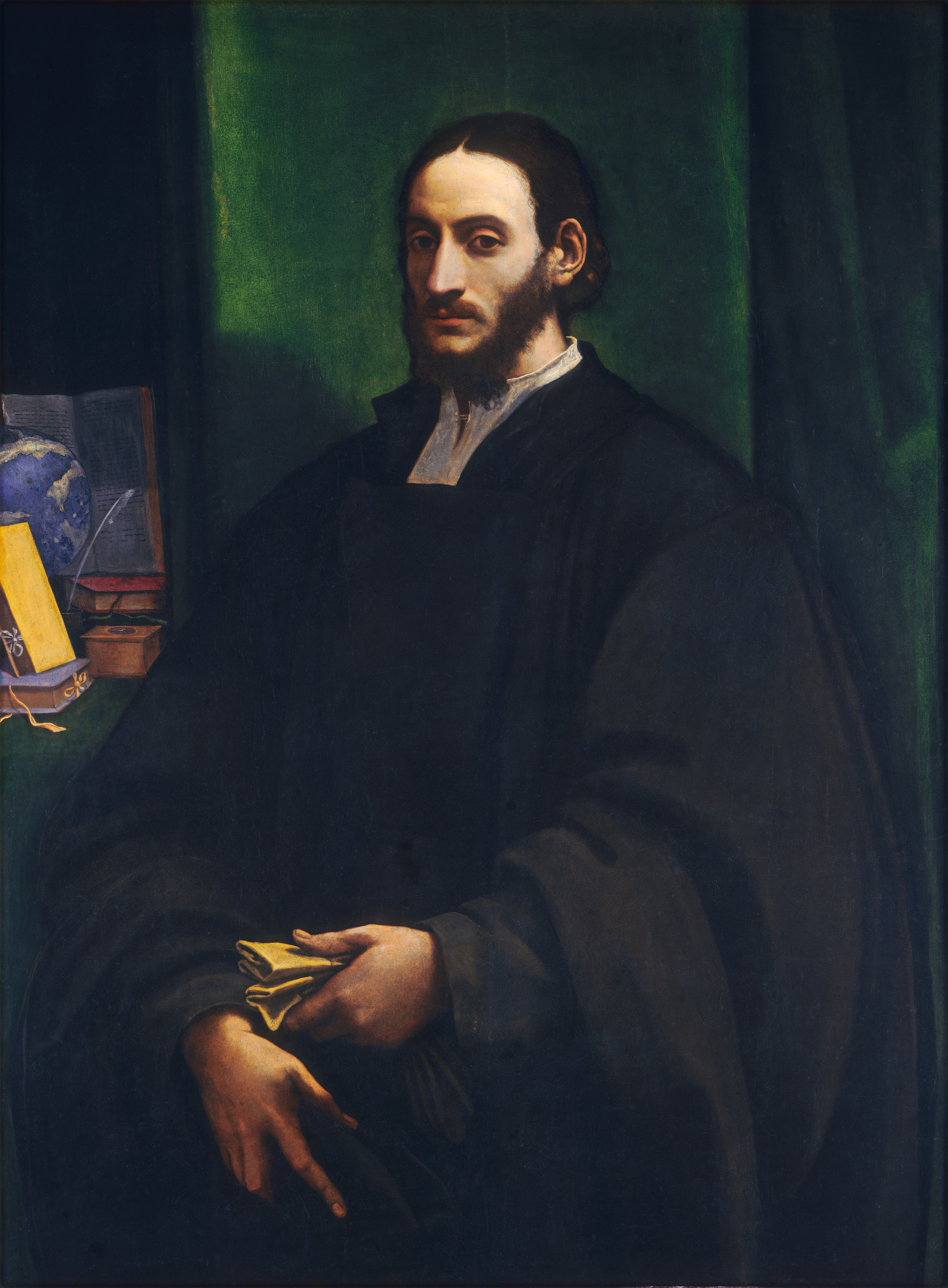
Angebliches Porträt von Leo Africanus (Sebastiano del Piombo, um 1520)

Sein Geburtsname war arabisch الحسن بن محمد الوزان الفاسي, DMG al-Ḥasan b. Muḥammad al-Wazzān al-Fāsī, er wurde christlich getauft auf den lateinischen Namen Johannes Leo, italienisch Giovanni Leone. Sein Sterbedatum ist unbekannt, möglicherweise nach 1540 in Tunis.

## Leben

### Ausbildung

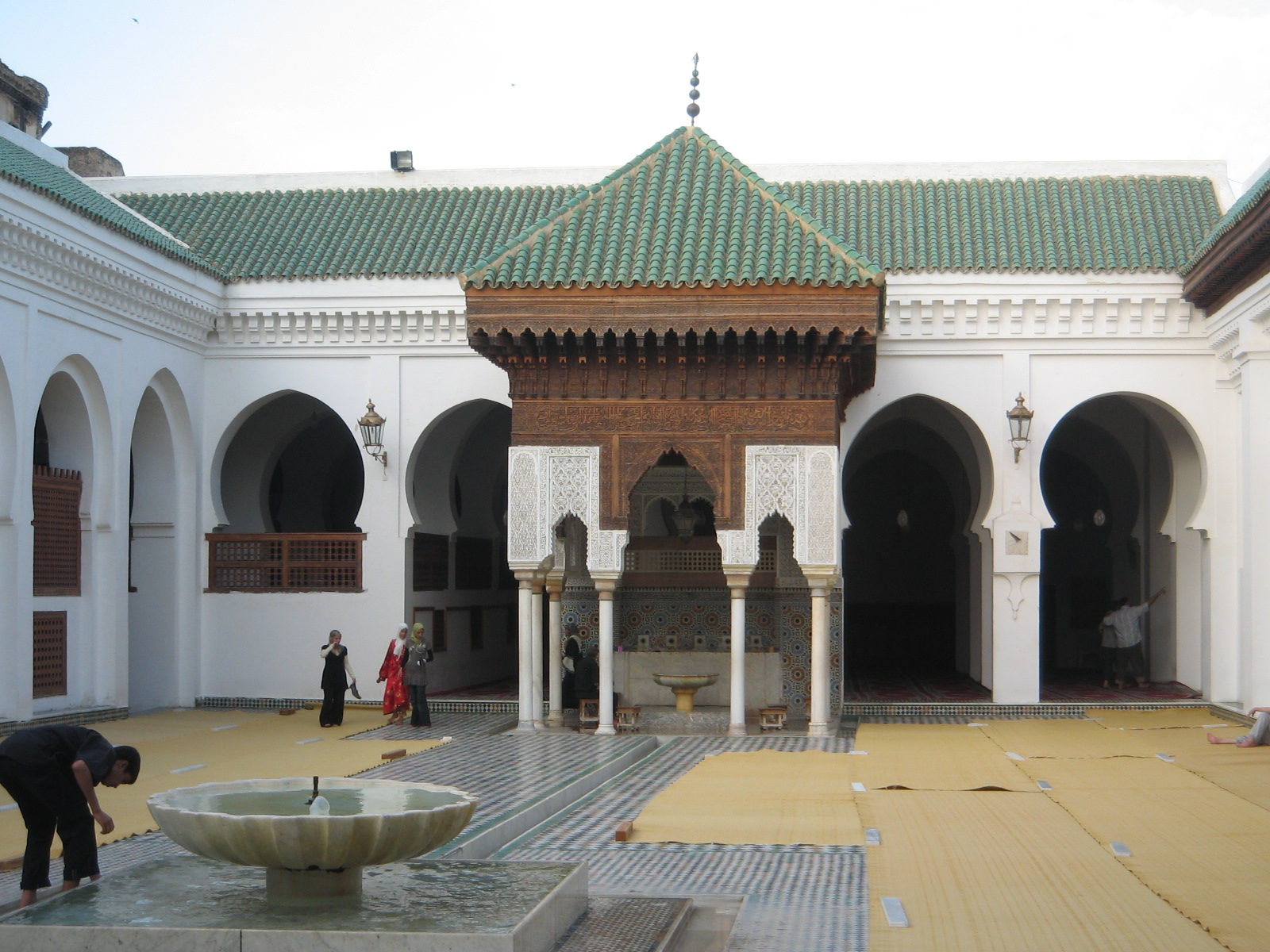
Bild des Innenhofs der Qarawiyin Universität in Fès, einer der wohl ältesten noch bestehenden Bildungseinrichtungen der Welt. Hier studierte Leo Africanus islamisches Recht.

Leo Africanus wurde um 1490 in Granada geboren, er war berberischer Abstammung. Seine Familie siedelte, gezwungen durch die Reconquista, schon bald nach seiner Geburt nach Fès um. Dort studierte er an der Universität al-Qarawīyīn und begleitete seinen Onkel auf dessen diplomatischen Reisen in Nordafrika, wobei er unter anderem Timbuktu, Gao, Agades und Kairo sowie vielzählige Nomadenstämme sowie Berberdynastien besuchte.

### 1518 bis etwa 1530: Aufenthalt in Rom
Leo Africanus wurde 1518 von Pedro de Cabrera y Bobadilla, einem christlichen Korsar, auf See gefangen genommen und nach Rom gebracht. Er lebte danach in Rom eingesperrt in der Engelsburg unter der Obhut von Papst Leo X., bis er zum Christentum konvertierte. Daraufhin wurde er freigelassen und arbeitete als  Gelehrter und Übersetzer arabischer Literatur; unter anderem arbeitete er an der Lateinübersetzung des Korans mit, lernte die italienische und lateinische Sprache und verfasste in italienischer Sprache die Beschreibung Afrikas sowie weitere Werke, unter anderem ein medizinisches Wörterbuch und eine arabische Grammatik.

### Etwa 1530 bis 1537: Letzte Jahre
Für die Zeit nach dem Sacco di Roma ist nicht bekannt, ob Leo Africanus weiterhin in Rom lebte. Möglicherweise ist er in den Maghreb zurückgekehrt.
Leo kehrte vermutlich um 1530 nach Tunis zurück und wandte sich wieder dem Islam zu. Dieses Datum beruht auf Spekulationen und hängt mit dem Erscheinen der ersten gedruckten Fassung seines Reisewerkes in diesem Jahr zusammen. Der deutsche Orientalist Dietrich Rauchenberger nimmt an, dass Leo bereits um 1530 Rom verließ, denn danach gibt es keine Hinweise mehr auf seine Anwesenheit in Italien.
Möglicherweise verstarb der Gelehrte noch auf italienischem Boden an einer der Seuchen, die im Gefolge der auf der Halbinsel tobenden Kriege ausbrachen. In Nordafrika jedenfalls finden sich keine Dokumente mehr, die seine Anwesenheit in Tunis oder einer der anderen Städte an der nordafrikanischen Mittelmeerküste belegen.
Einige Autoren vermuten, dass Leo Africanus die letzten Jahre seines Lebens in Fès verbrachte und dort 1537 starb.
Eine Rückkehr nach Fès oder allgemein in die islamische Welt wäre jedoch mit großen Schwierigkeiten verbunden gewesen, da Africanus konvertierte und seine christlichen Herausgeber seine Bücher islamfeindlich überarbeiteten, bevor sie diese veröffentlichten, Leo Africanus möglicherweise in Rom eine Christin heiratete und vielleicht mit dieser Kinder hatte, sowie half, den Koran ins Lateinische zu übersetzen.
Nathalie Zemon Davis ist der Überzeugung, dass sie einen Eintrag für eine Wohnung in Rom im Januar des Jahres 1527 auf den Namen Johannes Leo gefunden habe; es soll sich nach ihrer Auffassung dabei um Leo Africanus handeln.
Ein Zeugnis seines Taufpaten und Gönners Egidio da Viterbo gegenüber Johann Albrecht Widmannstetter aus dem Jahr 1532 spricht dafür, dass Leo Africanus zu jener Zeit in Tunis wohnhaft war. Widmannstetter, der Arabisch lernen wollte, versuchte danach, Leo zu besuchen, wurde jedoch von Stürmen auf dem Mittelmeer daran gehindert.

## Werk

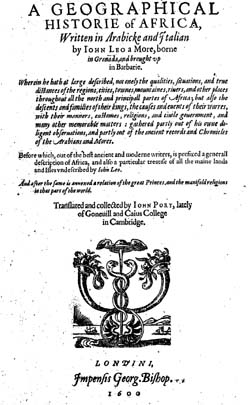
Titelseite der englischen Ausgabe von Leo Africanus’ Cosmographie. London 1600

Vermutlich erste Abbildung eines Targi (Tuareg-Krieger) mit dem typischen Gesichtsschleier (Ausgabe: Lyon 1556)

Er bereiste von Marokko aus die Sahara und den Sudan und veröffentlichte seine Erkenntnisse in seinem Werk La descrittione dell’Africa (deutsch: Die Beschreibung Afrikas), das über Jahrhunderte ein sehr einflussreiches Werk über die Geographie und Kultur von Nordafrika im europäischen Raum war. Das Werk schildert vor allem den Reichtum und Prunk des Songhai-Reiches und beschreibt den Wohlstand der Karawanenmetropole Timbuktu und die dortigen Lehmmoscheen. Das geografische Werk, das Leo Africanus nicht in Druck gab, wurde 1550 von Giovan Battista Ramusio im ersten Band der Sammlung von Reiseberichten Delle navigationi et viaggi herausgegeben.
Noch zweieinhalb Jahrhunderte nach seiner Erstveröffentlichung regte die 'Beschreibung Afrikas' das Interesse der nach Afrika exportierenden Staaten an und setzte somit auch indirekt die wissenschaftliche Afrikaforschung (seit etwa 1790) in Gang. Das Werk wurde als geographische Quelle durch die Erkundungen europäischer Forschungsreisender wie Mungo Park, René Caillié und Heinrich Barth obsolet. Barth, der selbst weite Teile der von Leo Africanus beschriebenen Länder persönlich besucht hatte, sollte für die renommierte Hakluyt Society eine kommentierte Übersetzung herausgegeben, wurde aber durch seinen plötzlichen Tod im Jahre 1865 an der Fertigstellung gehindert. Die Ausgaben, die Ende des 19. Jahrhunderts im Auftrag der Hakluyt-Society und Mitte des 20. Jahrhunderts von französischen Wissenschaftlern publiziert wurden, stützten sich auf die gedruckten Editionen des 16. Jahrhunderts, die aber vom Herausgeber Ramusio gegenüber dem handschriftlichen Original stark überarbeitet worden waren. Viele der Mythen vom unermesslichen Reichtum Timbuktus gingen auf die Falschübersetzung durch den italienischen Herausgeber zurück, wie Dietrich Rauchenberger beim Studium der Originalhandschriften feststellen konnte.

## Rezeption
In jüngerer Zeit relativ bekannt wurde Leo als Person durch den im Jahr 2000 erschienenen und in viele Sprachen übersetzten Roman Leo Africanus. Der Sklave des Papstes von Amin Maalouf. Ein weiteres Werk, welches sich seinem Leben widmet, ist Leo Africanus: Ein Reisender zwischen Orient und Okzident (2006) von Natalie Zemon Davis.
Es existieren Theorien, welche die Existenz von Leo Africanus in Frage stellen und unter anderem behaupten, dass das Werk von einem venezianischen Ghostwriter verfasst worden sei, da venezianische Kaufleute seit dem 12. Jahrhundert Handel mit Nordafrika betrieben und auf diese Weise zahlreiche Informationen gesammelt haben müssen. Dem widersprechen allerdings detaillierte autobiographische Kommentare in der Descrittione dell’Africa sowie zahlreiche Unterschriften und Bemerkungen, die Africanus in Schriften der vatikanischen Bibliothek verfasst hatte.

## Werkausgaben
- La descrittione dell’Africa. In: Giovan Battista Ramusio (Hrsg.): Primo volume, et Seconda editione delle Navigationi et Viaggi. Venedig 1550.
- Historiale description de l’Afrique, tierce partie du monde, contenant ses royaumes, regions, viles, cités, peuples, escrite de nôtre tems par Jean Leon, Africain, premièrement en langue arabesque, puis en toscane, & à présent mise en françois. Lyon 1556. (Eine französische Reisesammlung von Jean Temporal mit weiteren Autoren wie zum Beispiel Amerigo Vespucci)
- Georg Wilhelm Lorsbach (Hrsg.): Johann Leo’s des Africaners Beschreibung von Africa. Herborn 1805. (Erste deutschsprachige Ausgabe des Werkes)
- Robert Brown (Hrsg.): The history and description of Africa and of the notable things therein contained, Written by Al-Hassan ibn-Mohammed Al-Wegaz Al-Fazi, a moor, bapticed as Giovanne Leone, but better known as Leo Africanus. Done into English in the year 1600 by John Pory. The Hakluyt Society, London 1896, 3 Bände. (Lange Zeit die maßgebliche wissenschaftliche Ausgabe)
- Alexis Épaulard, Henri Lhote, Théodore Monod (Hrsg.): Description de l’Afrique. Paris 1958, 2 Bände.
- Karl Schubarth-Engelschall (Hrsg.): Beschreibung Afrikas. Leipzig 1984. (Unvollständige Volksausgabe, aber von einem der besten Kenner der islamischen Afrikaforschung herausgegeben)

## Belletristik
- Amin Maalouf: Leo Africanus. Der Sklave des Papstes. München 1988, ISBN 3-485-08220-1.